# Acrotomia syctaria
Acrotomia syctaria är en fjärilsart som beskrevs av Druce 1892. Acrotomia syctaria ingår i släktet Acrotomia och familjen mätare. Inga underarter finns listade i Catalogue of Life.